# Incompreco
Incompreco är en italiensk dramafilm från 1966 i regi av Luigi Comencini.

## Utmärkelser
Filmen vann David di Donatello-priset för bästa regi och specialpriset 1967.

## Rollista i urval
- Anthony Quayle - John Duncombe
- Stefano Colagrande - Andrea
- Simone Giannozzi - Milo
- John Sharp - onkel William
- Adriana Facchetti - Luisa
- Rino Benini - Casimirio
- Giorgia Moll - miss Judy
- Graziella Granata - Dora
- Silla Bettini - judoläraren